# David Goldsmith
David Goldsmith (ur. 19 lipca 1969 r. w New Brunswick, w stanie New Jersey) – amerykański aktor telewizyjny, reżyser i scenarzysta.
Uczył się aktorstwa w The Actor's Studio w Nowym Jorku. Po raz pierwszy trafił na szklany ekran jako Dzieciak w serialu Strefa mroku (The Twilight Zone, 1985). W operze mydlanej Aarona Spellinga stacji Fox Melrose Place Spin-off Modelki (Models Inc., 1994–95) wystąpił w roli Erica Dearborna, byłego chłopaka modelki Lindy Holden. Debiutował jako reżyser i scenarzysta filmem Sally (2000) z Rachael Leigh Cook.

## Wybrana filmografia
- 1985: Strefa mroku (The Twilight Zone) jako Dzieciak
- 1986: Morningstar/Eveningstar jako Martin Palmer
- 1987: A Different Affair jako Billy
- 1994-95: Modelki (Models Inc.) jako Eric Dearborn
- 2000: Sally jako Bugs
- 2006: Na psa urok (The Shaggy Dog) jako Mężczyzna w windzie
- 2007: Godziny szczytu 3 (Rush Hour 3) jako Klaun
- 2008: Cziłała z Beverly Hills (Beverly Hills Chihuahua) jako kierowca limuzyny
- 2011: Hop (film) jako rozgrzewający się mężczyzna